# 首都圏広域急行鉄道A路線A000系電車
首都圏広域急行鉄道A路線A000系電車（しゅとけんこういききゅうこうてつどうAろせんA000けいでんしゃ）は、大韓民国首都圏広域急行鉄道A路線で2023年に登場した通勤形電車である。

## 概要
首都圏広域急行鉄道A路線で使用されている。
2023年から製造され、2024年までに8両編成20本の160両が製造された。うちA001編成 - A015編成は雲井中央駅 - 三成駅間の北部区間開業に備えて導入された1次車、A016編成 - A020編成は三成駅 - 東灘駅間の南部区間開業に備えて導入された2次車に区分される。車体はダブルスキン構造のアルミニウム合金車体、片側3か所の片開き客用扉を有する。
車両デザインはドイツのビューロ・シュタウバッハ（büro+staubach）が手掛けた。ビューロ・シュタウバッハは、韓国ではソウル交通公社2000系4次車、5000系4次車・7000系4次車、韓国鉄道公社311000系14次車・3000系3次車などでのデザイン実績がある。
高速走行を行うため、気密性や騒音を考慮し扉は片開きとなっているが、他の通勤列車と同様の幅の1,300mmとなっている。

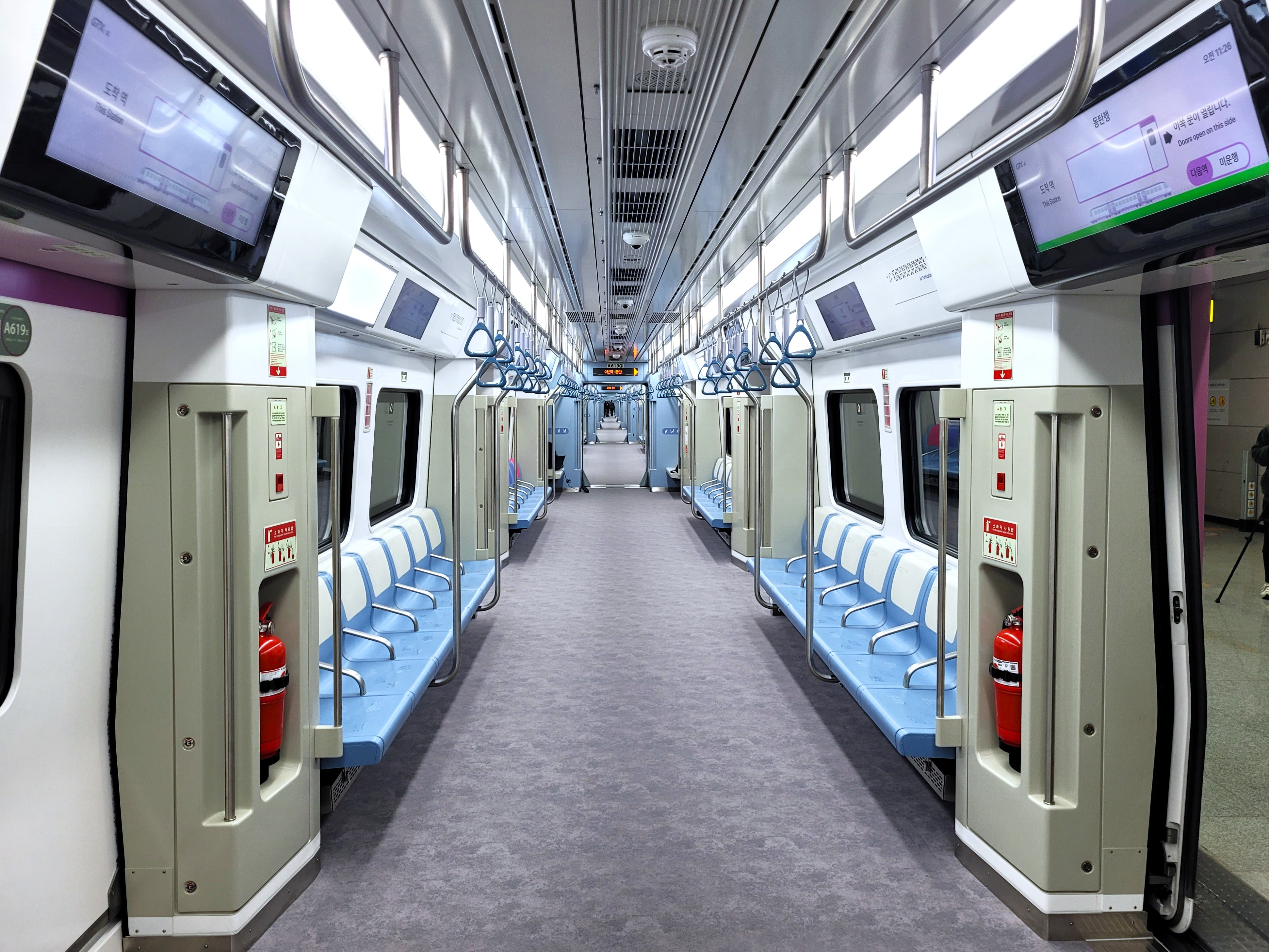
車内

座席はプラスチック製の幅480mmのものを車端部には3人掛け、扉間には7人掛けの座席が配置されており、座席には左右に肘掛けが設置されている。
390kWの強力なかご形三相誘導電動機を搭載しており、加速度2.5km/h/sを確保し、設計最高速度は198km/hと高性能な設計となっている。特に中速域の加速性能が優れており、約50秒で120km/hに到達する。列車速度が100km/h以上になると、液晶ディスプレイ上にリアルタイムで速度が表示される。主変換装置には既存の通勤型電車とは異なる新型（製造会社不明）のVVVFインバーター（コンバーター付き）を採用しており、後に空港鉄道の150km/h対応増備車でも採用された。保安装置には、ATPに加えてSRTとの供用区間を走行するため、TVM430（韓国では高速線ATCという扱い）を搭載している。
2026年の水西駅 - ソウル駅間が開業するまで水西駅 - 東灘駅間と雲井中央駅 - ソウル駅は分離して運行されるため、A002編成 - A015編成が雲井中央駅～ソウル駅間、A001編成/A016編成 - A020編成が水西駅 - 東灘駅間の運行を行う。そのため、前者は雲井中央駅より先の雲井車両事業所で、後者は東灘駅より先の留置線を利用して一時的に新設された臨時整備施設にて整備を行う。
|          | ← 雲井中央・水西ソウル・東灘 → |             |               |             |             |               |             |              |
| 号車     | 1                              | 2           | 3             | 4           | 5           | 6             | 7           | 8            |
| 形式     | A0XX形 (Tc1)                   | A1XX形 (M1) | > A2XX形 (T1) | A3XX形 (M2) | A4XX形 (M3) | < A5XX形 (T2) | A6XX形 (M4) | A7XX形 (Tc2) |
| 機器配置 |                                | VVVF        |               | VVVF        | VVVF        |               | VVVF        |              |
| 動輪軸   | ○○ ○○                          | ●● ●●       | ○○ ○○         | ●● ●●       | ●● ●●       | ○○ ○○         | ●● ●●       | ○○ ○○        |
| 車両番号 | A001 : A020                    | A101 : A120 | A201 : A220   | A301 : A320 | A401 : A420 | A501 : A520   | A601 : A620 | A701 : A720  |